# Kneževina Gornja Ogrska
Kneževina Gornja Ogrska (madžarsko Felső-Magyarországi Fejedelemség, turško Orta Macar,  Srednja Ogrska) je bila kratkoživa vazalna država Osmanskega cesarstva, v kateri je vladal Imre Thököly.

## Ozadje
Gornja Ogrska se je v Ogrskem kraljestvu štela za apanažo dediča ogrskega prestola ali brata vladajočega kralja. Upravljala se je iz Bratislave. Po sklenitvi Vasvárskega mirovnega sporazuma leta 1664 se je začela lojalnost Madžarov do Habsburške dinastije  krhati, ker je cesarska administracija delovala proti interesom Ogrskih dežel. Upor leta 1671 je cesarstvo hitro zatrlo. Naslednje leto je izbruhnil bolj uspešen upor od vodstvom Mihálya Telekija. Leta 1680 je postal vodilna osebnost upora Imre Thököly. Upore sta podpirala Osmansko cesarstvo in Kneževina Transilvanija.

## Ustanovitev in zgodovina
Kneževina je bila ustanovljena 19. novembra 1682 in se obvezala, da bo Osmanskemu cesarstvu plačevala 20.000 zlatnikov letno. Thököly se je začel pogajati s cesarjem Leopoldom I. Habsburškim in bil leta 1685 v bitki s Turki pri Eperjesu (zdaj Prešov, Slovaška) poražen. Turki so ga zaradi njegovih pogajanj s cesarjem   aretirali in kneževino ukinili. 